# Крутой (Цимлянский район)
Круто́й — хутор в Цимлянском районе Ростовской области.
Входит в состав Саркеловского сельского поселения. 

## Население
| 2010 |
| ---- |
| 829  |

## Улицы
| - ул. Будённого, - ул. Дружбы, - ул. Морская, - ул. Профсоюзная, - ул. Советская, - ул. Степная, | - пер. Виноградный, - пер. Западный, - пер. Кривой, - пер. Приовражный, - пер. Центральный. |